# أتك موهون باغان
أتك موهون باغان هو نادي كرة قدم هندي من مدينة كلكتا يلعب حالياً في دوري السوبر الهندي،تأسس النادي بعد إندماج نادي موهون باغان ونادي أتلتيكو كلكتا.